# Сіробаба Яків Матвійович
Сіробаба Яків Матвійович "Сироватський" (?-?) повстанський отаман, командир РПАУ і командир КПА.

## Біографія
Народився в околицях Слов'янська, за іншими відомостями в Черкаському. До революції був наймитом.
У березні 1919 приєднався до РПАУ.
На початку 1920 року Сіробабу виділили з командування РПАУ і направили в околиці Слов'янська для організації місцевих повстанських загонів, пропаганди анархо-комунізму і місцевого самоврядування та знищення радянських органів влади. На момент підписання Старобільського угоди в жовтні 1920 загін Серобаба продовжував боротися з більшовиками в околицях Слов'янськ - Ізюм.
10 жовтня після заняття РПАУ Барвінкове група Серобаба приєдналася до армії, і була влита в 3-ю групу Забудько. Але вже 16 ноябяр Серобаба отримав мандат від РПАУ на організацію і командування повстанськими загонами в Бахмутському повіті.
Після оголошення частин Махно поза законом група Сіробаби з основним ядром РПАУ взяв участь в Другому рейді Революційно Повстанської Армії України який тривав з 20 грудня 1920 по 15 лютого 1921. У районі Ізюма Сіробаба з Колесніченком від'єдналися від РПАУ і з 300 бійцями пішли в Теплинский ліс.